# Нурланн
Нурланн (іноді Нордланд; норв. Nordland) — один із норвезьких фюльке (районів). Розташований у північній частині регіону Нур-Норге (Північна Норвегія). Адміністративний центр — місто Буде. Межує на півночі з фюльке Трумс і з фюльке Нур-Тренделаг на півдні. На сході межує зі шведським леном Норрботтен і на південному сході з леном Вестерботтен. На заході омивається водами Норвезького моря (Атлантичний океан). Раніше був відомий як Нурланнен амт.
Віддалений Арктичний острів Ян-Маєн входить до складу фюльке Нурланн з 1995 року. У південній частині району розташований архіпелаг Вегаейн, включений у список Світової спадщини ЮНЕСКО. Нурланн — приморський регіон, значною мірою залежний від риболовецького промислу.

## Географія
Нурланн розташований уздовж північно-західного берега Скандинавського півострова в Північній Норвегії. Через велику віддаленість від густонаселених частин Європи фюльке є одним із найменш забруднених районів континенту. Берегова лінія фюльке дуже порізана, з великою кількістю фіордів. З півдня на північ найбільшими фіордами є Біндалсфіорд, Вефснфіорд, Ранфіорд, Салтіфіорд-Ськелстадфіорд, Фолда, Тюсфіорд, Офотфіорд (найдовший) та Аннфіорд, розташований і на території фюльке Трумс.

## Економіка
Провідними галузями промисловості є вилов риби та глибоководна розвідка нафти. Нурланн відомий ловом тріски і розведення на рибних фермах лосося. Найбільшими ринками експорту є Німеччина, Скандинавія, Велика Британія, Голландія, Італія, Іспанія, Франція, Японія і РФ.

## Адміністративно-територіальний поділ

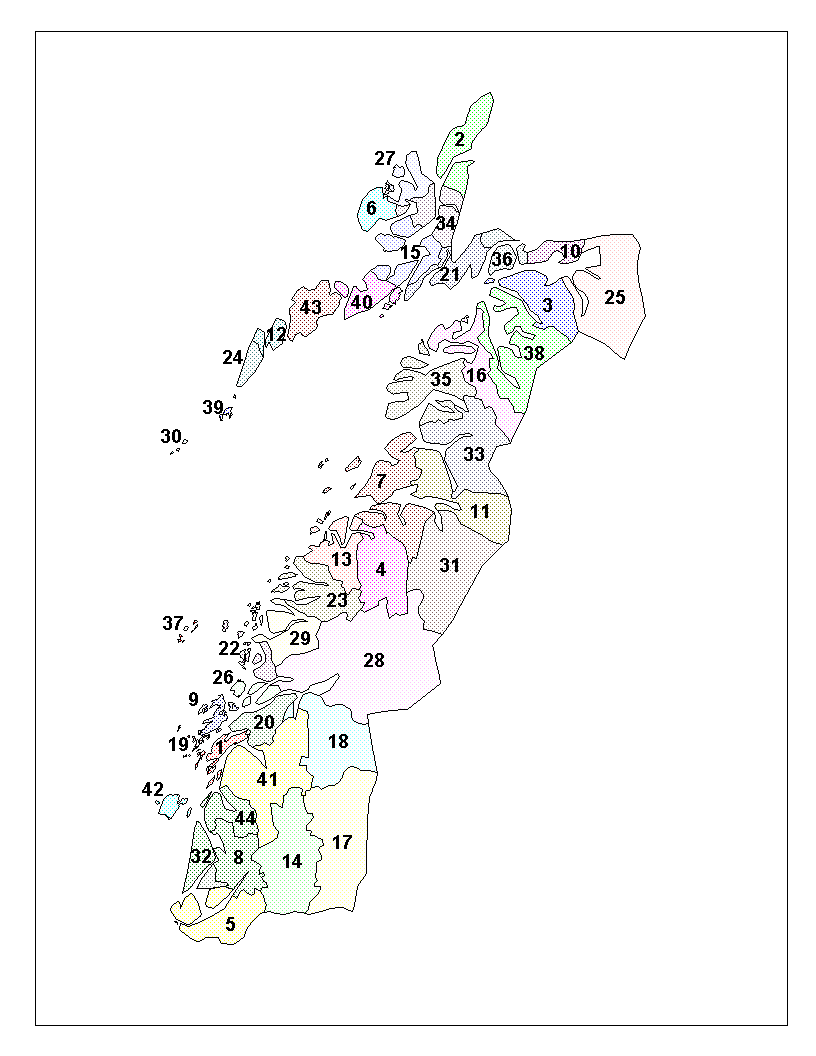
Комуни Нурланну

Фюльке Нурланн поділяється на 41 комуну:
| 1. Алстагеуг 2. Андей 3. Беярн 4. Біндал 5. Бе 6. Буде 7. Бренней 8. Денна 9. Евенес 10. Феуске 11. Флакстад | 1. Їльдескол 2. Ґране 3. Гадсель 4. Гамарей 5. Гаттф'єлльдал 6. Гемнес 7. Герей 8. Лейрфіорд 9. Ледінґен 10. Лурей | 1. Мелей 2. Москенес 3. Нарвік 4. Несна 5. Екснес 6. Рана 7. Редей 8. Рест 9. Салтдал 10. Семна | 1. Серфолл 2. Суртланн 3. Стейген 4. Трена 5. Верей 6. Воган 7. Вефсн 8. Вега 9. Вествоґей 10. Вевельстад |